# Suillia
Suillia är ett släkte av tvåvingar. Suillia ingår i familjen myllflugor.

## Bildgalleri

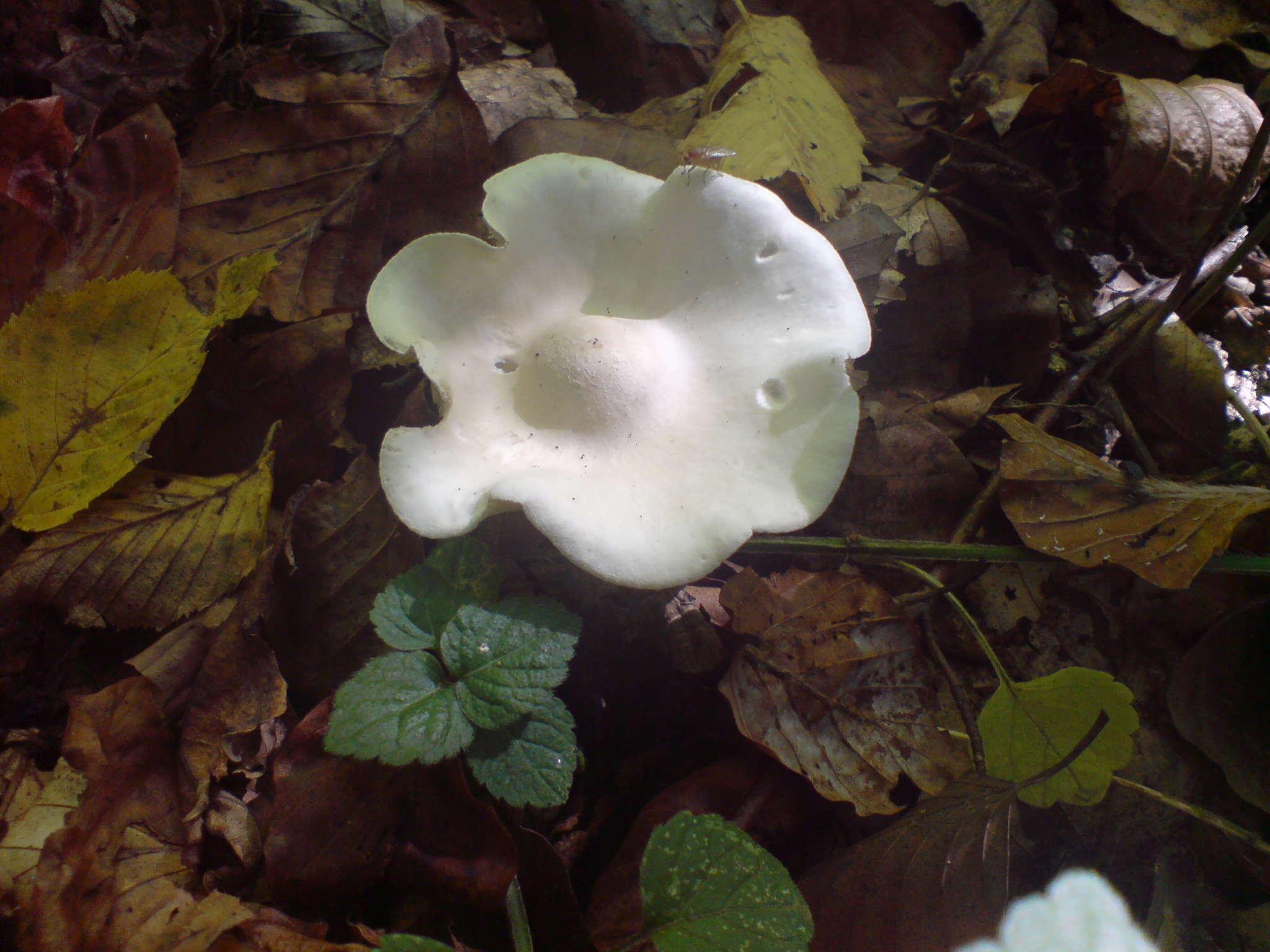
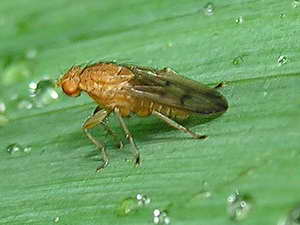
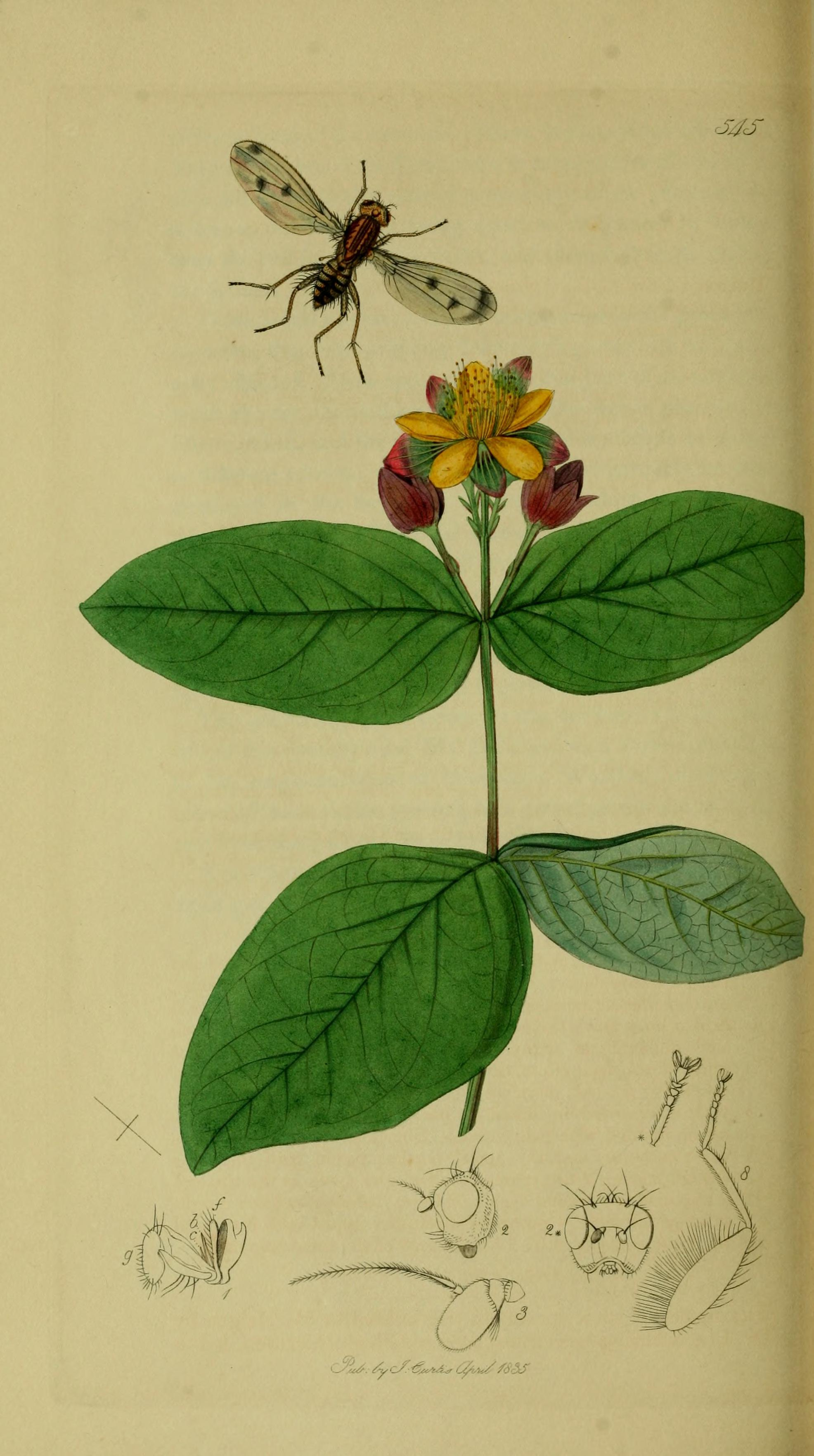

## Dottertaxa tillSuillia, i alfabetisk ordning[1][2]
- Suillia acroleuca
- Suillia affinis
- Suillia alticola
- Suillia apicalis
- Suillia asiatica
- Suillia aspinosa
- Suillia atricornis
- Suillia balteata
- Suillia barberi
- Suillia beigeri
- Suillia bicolor
- Suillia bistrigata
- Suillia borneensis
- Suillia brunneipennis
- Suillia cepelaki
- Suillia cingulipleura
- Suillia collarti
- Suillia convergens
- Suillia costalis
- Suillia crinimana
- Suillia crinipes
- Suillia danielssoni
- Suillia dawnae
- Suillia discolor
- Suillia distigma
- Suillia elbergi
- Suillia femoralis
- Suillia flagripes
- Suillia flava
- Suillia flavifrons
- Suillia flavitarsis
- Suillia fuscicornis
- Suillia gigantea
- Suillia gorodkovi
- Suillia grandis
- Suillia griseola
- Suillia grunini
- Suillia himalayensis
- Suillia hispanica
- Suillia hololoma
- Suillia huggerti
- Suillia humilis
- Suillia igori
- Suillia imberbis
- Suillia immaculata
- Suillia improcera
- Suillia inens
- Suillia ingens
- Suillia innotata
- Suillia inornata
- Suillia kashmirensis
- Suillia keiseri
- Suillia kroeberi
- Suillia kurahashii
- Suillia laciniata
- Suillia laevifrons
- Suillia laevigata
- Suillia laevis
- Suillia lineitergum
- Suillia longicornis
- Suillia longipennis
- Suillia lurida
- Suillia marginata
- Suillia matsutakevora
- Suillia mikii
- Suillia mirabilis
- Suillia monticola
- Suillia nartshukella
- Suillia nemorum
- Suillia nigripes
- Suillia notata
- Suillia oceana
- Suillia oldenbergii
- Suillia ovata
- Suillia oxyphora
- Suillia pakistanensis
- Suillia pallida
- Suillia parva
- Suillia phyllopyga
- Suillia picieti
- Suillia picta
- Suillia pilimana
- Suillia plumata
- Suillia polystigma
- Suillia prima
- Suillia punctifrons
- Suillia punctulata
- Suillia quadrilineata
- Suillia quadrimaculata
- Suillia quinquepunctata
- Suillia quinquevittata
- Suillia rubida
- Suillia setitarsis
- Suillia similis
- Suillia sororcula
- Suillia spinicoxa
- Suillia steyskali
- Suillia straeleni
- Suillia subdola
- Suillia taigensis
- Suillia taiwanensis
- Suillia takasagomontana
- Suillia teberdensis
- Suillia tenebrosa
- Suillia thaiensis
- Suillia thandianensis
- Suillia tokugoensis
- Suillia tuberiperda
- Suillia tuberis
- Suillia uenoi
- Suillia umbratica
- Suillia umbrinervis
- Suillia umbrosa
- Suillia usambara
- Suillia ussurigena
- Suillia ustulata
- Suillia vaginata
- Suillia valentinae
- Suillia valleyi
- Suillia variegata
- Suillia venustula
- Suillia vergarae
- Suillia vicaria
- Suillia vicina
- Suillia vietnamensis
- Suillia villeneuvei
- Suillia vockerothi